# Нзапэике, Андре
Андре Нзапайке (фр. André Nzapayeké; род. 20 августа 1951, Бангасу, Французская Экваториальная Африка) — политический и государственный деятель, премьер-министр Центральноафриканской Республики с 25 января по 10 августа 2014 года.

## Биография
Андре Нзапайке родился 20 августа 1951 года в христианской семье в Бангасу, Французская Экваториальная Африка. Был генеральным секретарём Африканского банка развития и вице-президентом Банка государств Центральной Африки.

### Пост премьер-министра
25 января 2014 года, в самый разгар межконфессионального конфликта, Андре Нзапайке был назначен временным премьер-министром Центральноафриканской Республики. Он сказал, что его приоритетами будут подготовка страны к выборам 2015 года и остановка злодеяний внутри страны в течение нескольких месяцев в качестве ключевого шага к восстановлению государства. 27 января Нзапэике сформировал новое правительство, в которое вошли 20 министров, в том числе семь женщин и один представитель христианского отряда «анти-балака». Генеральный секретарь ООН Пан Ги Мун в заявлении, направленном Нзапайке и президенту ЦАР Катрин Самба-Панзе выразил своё приветствие по поводу формирования нового правительства, отметив, что это «предоставляет новые благоприятные возможности для оказания содействия политическому процессу» в стране, и, что благодаря приложенным усилиям вам удалось «поставить на рельсы» переходный процесс.
4 июня, после призывов к всеобщей забастовке в Банги и отставке правительства, Андре Нзапайке принял решение о запрете отправления смс-сообщений по всей стране. Позже А. Нзапайке призвал членов мусульманских и христианских группировок сложить оружие и прекратить межрелигиозное насилие. В результате, в мэрию Банги и столичные районы Бегуа и Бимбо пришли не боевики, а около 200 местных жителей-мусульман, нашедших оружие на улицах. Нзапайке говорил, что «мы должны поощрять всех, кто добровольно приносит гранаты и боеприпасы, кто поддерживает мирный процесс. Мы должны поощрять пришедших и все остальное население».
5 августа пресс-секретарь президента Катрин Самба-Панзы в эфире государственной радиостанции объявила о том, что «премьер-министр Андре Нзапайке и его кабинет министров подали в отставку по просьбе главы государства». 10 августа на пост премьер-министра ЦАР Катрин Самба-Панза назначила Махамата Камуна.